# 劉淵 (元)
劉 淵（りゅう えん、1258年 - 1307年）は、モンゴル帝国に仕えた漢人将軍の一人。祖父は厳実の下で華北平定に従事した劉通、父は日本遠征に従軍したことで知られる劉復亨。

## 概要
劉淵は至元11年（1274年）に進義副尉・徐邳屯田総管下丁壮千戸の地位を授けられ、同年9月より兵を率いて南宋領の泗州に赴いた。淮河の九里湾で南宋軍と遭遇すると、これを破って敵船30艘余りを奪う勝利を得た。至元12年（1275年）3月には南宋の安撫の朱煥を清河で破り、14人を生け捕り歳、敵船の兵糧を奪った。9月、右丞のベクレミシュとともに淮安を攻めた。至元13年（1276年）には南宋軍を昭信軍の南の靖平山で破り、至元14年（1277年）にはそれまでの功績により武略将軍・管軍総管の地位を授けられた。
至元15年（1278年）、元帥の張弘範の配下に入って福建・広州・漳州・韶州の平定に功績があり、武徳将軍の地位を授けられた。至元16年（1279年）、崖山の戦いに後翼軍として加わって功績があり、至元17年（1280年）には安遠大将軍・副招討とされた。至元21年（1284年）、潁州副万戸の地位に移り、至元24年（1287年）からはベトナム出兵に従軍した。劉淵は鎮南王トガンの命を受けて歩兵・水軍2万を率いて万劫江を攻め、16人を生け捕りとした。ついで霊山城を攻めて敵軍を破ったが、その後遠征軍は敗退して本国に帰還した。至元28年（1291年）、浙東に賊が起こったため、その酋長3人を捕縛した。クビライが崩じた至元31年（1294年）以後、紹興浙江五翼軍を領して杭州を守ったが、やがて病にかかって大徳11年（1307年）に死去した。
死後、息子の劉無晦が昭信校尉・潁州副万戸の地位を承襲している。